# ماكسيم ريتشارد
ماكسيم ريتشارد هو كاياكير بلجيكي، ولد في 14 أبريل 1988.

## وصلات خارجية
- ماكسيم ريتشارد على موقع الاتحاد الدولي للكانو (الإنجليزية)
- ماكسيم ريتشارد على موقع أوليمبيديا (الإنجليزية)